# بازی‌های اسلامی بانوان
بازی‌های اسلامی بانوان توسط کشور جمهوری اسلامی ایران برگزار شد که ابتدا فقط زنان مسلمان کشورهای اسلامی حق شرکت در آن را داشتند. در سالهای ۱۹۹۳ و ۱۹۹۷ میلادی این بازی‌ها فقط برای زنان کشورهای اسلامی در ایران (تهران) برگزار شد. اما سال ۲۰۰۱ میلادی در دو شهر ایران یعنی تهران و رشت برگزار شد و با عنوان بازی‌های بانوان مسلمان برگزار شد که زنان مسلمان کشورهای اسلامی و کشورهای غیر اسلامی حق شرکت در آن را داشتند. در سال ۲۰۰۵ نام این بازی‌ها به بازی‌های اسلامی زنان تغییر کرد که علاوه بر زنان مسلمان کشورهای اسلامی و کشورهای غیر اسلامی زنان غیر مسلمان هم می‌توانستند در آن شرکت کنند. هدف از این تغییر نام افزایش کمیت و کیفیت این بازی‌ها بود. درست است که نام این بازی‌ها بازی‌های اسلامی زنان است اما زنان کشورهای غیر اسلامی و زنان غیر مسلمان هم می‌توانند در این مسابقات شرکت کنند. البته همانطور که از نام این بازی‌ها پیداست این بازی‌ها بیشتر مخصوص مسلمانان است. پنجمین دوره این رقابت‌ها قرار بود در سال ۲۰۱۰ در ایران برگزار شود که بنا به دلایلی لغو شد.

## تاریخچهٔ بازی‌های اسلامی بانوان
یکی از عرصه‌های بروز قابلیت‌های ورزشی، میادین بین‌المللی است که به دلیل مغایرت الگوهای رایج با مذهب و اعتقادات زنان مسلمان جهان، حضور این دسته از زنان مسلمان در مسابقات بین‌المللی و بعضآ ملی بسیار کمرنگ بوده‌است، لذا با ابتکار و پیشنهاد نائب رئیس وقت کمیته ملی المپیک جمهوری اسلامی ایران در سال ۱۳۶۹ (خانم فائزه هاشمی) و نیز با موافقت ریاست کمیته بین‌المللی المپیک(IOC)، آقای خوان آنتونیو سامارانش، ریاست شورای المپیک آسیا (OCA)، آقای شیخ احمد الفهد الصباح و حمایت‌های ریاست جمهوری اسلامی ایران، علی اکبر هاشمی رفسنجانی، تشکیل شورای همبستگی ورزش بانوان (فدراسیون اسلامی ورزش زنان) با هدف رفع این خلا در دومین جلسه هیئت اجرایی کمیته ملی المپیک در سال ۱۳۶۹ مطرح و به تصویب رسید.
فدراسیون اسلامی ورزش زنان در چهارچوب منشور المپیک با هدف برگزاری مسابقات ورزشی با حفظ و حراست از اصول و موازین اسلامی، تقویت همبستگی در میان بانوان مسلمان و تعالی هویت اسلامی زنان در میادین ورزشی، تحکیم مبانی، عدم تبعیض نژادی و طبقاتی بر طبق موازین اسلامی، ارتقاء فرهنگ ورزشی و گسترش و تقویت کادر ورزشی و تشکیل دوره‌های آموزشی در رشته‌های مختلف را در برنامه کاری خود قرار داده است.

## اهداف بازی‌های اسلامی
در این بازی‌ها می‌توان به ۴ اصل زیر تو جه کرد:
۱- زنان مسلمان نمی‌توانند بدون روسری و لباس محافظ بانوان از نظر اسلام و به‌طور کلی حجاب کامل اسلامی از نظر اسلام در تمامی رشته‌های ورزشی و بین‌المللی رقابت کنند.
۲- انگیزه دادن به بانوان مسلمان و رقابت برای رسیدن به رکوردهای جهانی و مدال‌های زرین در بازی‌های منطقه ای و قاره ای و جهانی و حتی المپیک.
۳- این بازی‌ها می‌تواند یک رویداد بین‌المللی لقب بگیرد و نتایج این بازی‌ها در کارنامهٔ بانوان و مردان ورزشکار و فدراسیون‌های ورزشی جهانی قرار گیرد.
۴- و اما از ان جا که قرار نبود این رقابت‌ها در ابتدا برای مردان مسلمان هم برگزار شود اما با تصمیم جدید کشور عربستان سعودی از سال ۲۰۰۵ میلادی یعنی از چهارمین دورهٔ بازی‌های زنان این رقابت‌ها برای مردان هم برگزار شد و اما می‌توان اتحاد و همبستگی بین مسلمانان جهان و پیشرفت در ورزش و رسیدن به رکوردهای جهانی و کسب مدال‌های زرین در بازی‌های منطقه ای و قاره ای و جهانی و حتی المپیک را عاملی هم برای مردان و هم برای بانوان مسلمان برای برگزاری این بازی‌ها عنوان کرد.
توضیحات بیشتر:
همانطور که در بالا گفته شد این بازی‌ها در سال ۱۹۹۳ میلادی به پیشنهاد فائزه هاشمی رفسنجانی (نائب رئیس وقت کمیته ملی المپیک ایران در سال ۱۳۶۹) و دختر اکبر هاشمی رفسنجانی (رئیس سابق مجلس و رئیس جمهوری وقت و رئیس سابق مجمع تشخیص مصلحت نظام و مجلس خبرگان) پایه‌گذاری و به تصویب هیئت اجرایی کمیته ملی المپیک رسید.
فائزه هاشمی رفسنجانی به علت این که زنان نمی‌توانند بدون حجاب کامل در مسابقات بین‌المللی رقابت کنند این بازی‌ها را پایه‌گذاری کرد به‌طور مثال در رشته‌های آبی یا کشتی یا بدنسازی و پرورش اندام که بانوان مسلمان باید با لباس‌های مخصوص این رشته‌ها رقابت کنند. که دین مبین اسلام این اجازه را به بانوان نداده‌است که روسری‌ها را از سر و لباس‌ها را از تن در بیآورند و در جلوی مردان با لباس‌های مخصوص این رشته‌ها به مسابقه بپردازند.
علت دیگر برگزاری این بازی‌ها انگیزه دادن به بانوان مسلمان و کناره‌گیری این بانوان از گوشه نشینی و خمودی است.البته برگزاری چنین رویدادی برای آقایان و مخصوصاً بانوان می‌تواند تمام جامعه را امیدوار و با شور و نشاط کند و حتی می‌تواند یک رویداد بین الملی لقب بگیرد. و رقابت‌های آن اعم از رکوردها ونتایج بازی‌ها بر کارنامهٔ ورزشکاران و فدراسیون‌های جهانی ورزشی ثبت گردد.

## دوره‌ها
| سال  | دوره | میزبان      | تعداد کشورها | تعداد ورزشکاران | تعداد رشته ها | مدال ها        | مدال ها       | مدال ها               |
| سال  | دوره | میزبان      | تعداد کشورها | تعداد ورزشکاران | تعداد رشته ها | اول            | دوم           | سوم                   |
| ---- | ---- | ----------- | ------------ | --------------- | ------------- | -------------- | ------------- | --------------------- |
| ۱۹۹۳ | I    | تهران / رشت | ۱۰           | ۴۰۷             | ۷             | قرقیزستان (۲۷) | ایران (۲۰)    | جمهوری آذربایجان (۱۲) |
| ۱۹۹۷ | II   | تهران       | ۲۴           | ۷۴۸             | ۱۲            | ایران (۵۸)     | قزاقستان (۳۵) | اندونزی (۱۹)          |
| ۲۰۰۱ | III  | تهران / رشت | ۲۳           | ۷۹۵             | ۱۵            | ایران (۷۷)     | سوریه (۱۸)    | جمهوری آذربایجان (۸)  |
| ۲۰۰۵ | IV   | تهران       | ۴۴           | ۱۳۱۶            | ۱۸            | ایران (۳۱)     | سنگال (۹)     | قزاقستان (۶)          |
| ۲۰۱۰ | V    | تهران       | لغو شد       | لغو شد          | لغو شد        | لغو شد         | لغو شد        | لغو شد                |
| ۲۰۱۵ | VI   | تهران       | لغو شد       | لغو شد          | لغو شد        | لغو شد         | لغو شد        | لغو شد                |
| ۲۰۱۹ | VII  | رشت         | لغو شد       | لغو شد          | لغو شد        | لغو شد         | لغو شد        | لغو شد                |
| ۲۰۲۳ | VIII | دوحه        | لغو شد       | لغو شد          | لغو شد        | لغو شد         | لغو شد        | لغو شد                |

## مقایسه آماری چهار دوره بازی‌های اسلامی بانوان
توضیح مختصر :با مقایسهٔ (چهار دوره بازی‌های اسلامی بانوان) می‌توان به ارتقاء سطح کمی بازی‌ها و توسعه سطح کیفی بازی‌ها پی برد.
- نخستین دورهٔ بازی‌های اسلامی بانوان :

۱.تعداد رشته‌های ورزشی:۷ ، ۲.تعداد ورزشکاران:۴۰۷ ، ۳.تعداد تیم ها:۴۶ ، ۴.تعداد کشورها:۱۰ ، ۵.تعداد داوران ایرانی:۱۹۰ ، ۶.تعداد داوران بین‌المللی:ندارد ، ۷.تعداد ناظران:۷ ، ۸.تعداد درج در تقویم جهانی:ندارد
- دومین دوره بازی‌های اسلامی بانوان:

۱.تعداد رشته‌های ورزشی:۱۲ ، ۲.تعداد ورزشکاران:۷۴۸ ، ۳.تعداد تیم ها:۹۵ ، ۴.تعداد کشورها:۲۴ ، ۵.تعداد داوران ایرانی:۲۹۰ ، ۶.تعداد داوران بین‌المللی:ندارد ، ۷.تعداد ناظران:۸ ، ۸.تعداد درج درتقویم جهانی:ندارد
- سومین دوره بازی‌های اسلامی بانوان :

۱.تعداد رشته‌های ورزشی:۱۵ ، ۲.تعداد ورزشکاران:۷۹۵ ، ۳.تعداد تیم ها:۸۴ ، ۴.تعداد کشورها:۲۳ ، ۵.تعداد داوران ایرانی:۳۸۹ ، ۶.تعداد داوران بین‌المللی:ندارد ، ۷.تعداد ناظران:۹ ، ۸.تعداد درج در تقویم جهانی:ندارد
- چهارمین دوره بازی‌های اسلامی بانوان :

۱.تعداد رشته‌های ورزشی:۱۸ ، ۲.تعداد ورزشکاران:۱۳۱۶ ، ۳.تعداد تیم ها:۲۰۰ ، ۴.تعداد کشورها:۴۴ ، ۵.تعداد داوران ایرانی:۱۹۶+۳۲۰ داوطلب ، ۶.تعداد داوران بین‌المللی:۷۴ ، ۷.تعداد ناظران:۱۵ ، ۸.تعداد درج در تقویم جهانی:۱۲

## نخستین دوره بازی‌های اسلامی بانوان
جدول رده بندی نخستین دورهٔ بازی‌های اسلامی بانوان (ایران . تهران . ۱۹۹۳)
| رتبه  | کشورها           | طلا | نقره | برنز | مجموع |
| ۱     | قرقیزستان        | ۲۷  | ۱۰   | ۷    | ۴۴    |
| ۲     | ایران            | ۲۰  | ۱۴   | ۲۳   | ۵۷    |
| ۳     | جمهوری آذربایجان | ۱۲  | ۱۷   | ۱۵   | ۴۴    |
| ۴     | ترکمنستان        | ۵   | ۰    | ۵    | ۱۰    |
| ۵     | پاکستان          | ۴   | ۷    | ۲    | ۱۳    |
| ۶     | تاجیکستان        | ۲   | ۷    | ۸    | ۱۷    |
| ۷     | سوریه            | ۲   | ۱    | ۹    | ۱۲    |
| ۸     | بنگلادش          | ۰   | ۰    | ۱    | ۱     |
| مجموع | کل               | ۷۲  | ۵۶   | ۷۰   | ۱۹۸   |

توضیحات:
- رشته‌های ورزشی: ۷ رشته ۱.بدمینتون ۲.شنا ۳.والیبال ۴.تیر اندازی ۵.هندبال ۶.جودو ۷.دو ومیدانی
- ورزشکاران:۴۰۷
- تیم‌ها:۴۶
- داوران:۱۹۰
- ناظران:۲
- کشورهای شرکت‌کننده: ۱۰کشور ۱.قرقیزستان ۲.ایران ۳. جمهوری آذربایجان ۴.ترکمنستان ۵.پاکستان ۶.تاجیکستان ۷.سوریه ۸.بنگلادش ۹.عمان ۱۰.مالزی

## دومین دوره بازی‌های اسلامی بانوان
جدول رده بندی دومین دورهٔ بازی‌های اسلامی بانوان (ایران . تهران . ۱۹۹۷)
| رتبه  | کشورها           | طلا | نقره | برنز | مجموع |
| ۱     | ایران            | ۵۸  | ۵۵   | ۳۷   | ۱۵۰   |
| ۲     | قزاقستان         | ۳۵  | ۵    | ۹    | ۴۹    |
| ۳     | اندونزی          | ۱۹  | ۱۳   | ۰    | ۳۲    |
| ۴     | قرقیزستان        | ۱۳  | ۱۰   | ۵    | ۲۸    |
| ۵     | سوریه            | ۱۰  | ۲۹   | ۲۵   | ۶۴    |
| ۶     | جمهوری آذربایجان | ۷   | ۱۳   | ۳۲   | ۵۲    |
| ۷     | ترکمنستان        | ۶   | ۱۱   | ۴۱   | ۵۸    |
| ۸     | پاکستان          | ۳   | ۱۴   | ۹    | ۲۶    |
| ۹     | سودان            | ۲   | ۰    | ۰    | ۲     |
| ۱۰    | اردن             | ۱   | ۰    | ۰    | ۱     |
| ۱۰    | بوسنی و هرزگوین  | ۱   | ۰    | ۰    | ۱     |
| ۱۲    | بنگلادش          | ۰   | ۲    | ۱    | ۳     |
| مجموع | کل               | ۱۵۵ | ۱۵۲  | ۱۵۹  | ۴۶۶   |

توضیحات:
- رشته‌های ورزشی:۱۲رشته ۱.بدمینتون ۲.شنا ۳.والیبال ۴.تیر اندازی ۵.هندبال ۶.جودو ۷.دو و میدانی ۸و۹و۱۰و۱۱و۱۲=؟
- ورزشکاران:۷۴۸
- تیم‌ها:۹۵
- داوران:۲۹۰
- ناظران:۸
- کشورهای شرکت‌کننده: ۲۴کشور ۱.جمهوری آذربایجان ۲.ایران ۳.پاکستان ۴.عمان ۵.قزاقستان ۶.نیجر ۷.اردن ۸.بحرین ۹.تاجیکستان ۱۰.فیجی ۱۱.لبنان ۱۲.کویت ۱۳.افغانستان ۱۴.بنگلادش ۱۵.ترکمنستان ۱۶.قرقیزستان ۱۷.مالدیو ۱۸.یمن ۱۹.اندونزی ۲۰.بوسنی و هرزگوین ۲۱.سودان ۲۲و۲۳و۲۴=؟

## سومین دوره بازی‌های اسلامی بانوان
جدول رده بندی سومین دورهٔ بازی‌های اسلامی بانوان (ایران . تهران . رشت . ۲۰۰۱)
| رتبه  | کشورها           | طلا | نقره | برنز | مجموع |
| ۱     | ایران            | ۷۷  | ۶۵   | ۴۳   | ۱۸۵   |
| ۲     | سوریه            | ۱۸  | ۱۷   | ۱۵   | ۵۰    |
| ۳     | جمهوری آذربایجان | ۸   | ۱۱   | ۱۳   | ۳۲    |
| ۴     | پاکستان          | ۶   | ۲۲   | ۳۱   | ۵۹    |
| ۵     | قزاقستان         | ۴   | ۱    | ۱    | ۶     |
| ۶     | کویت             | ۲   | ۳    | ۱    | ۶     |
| ۷     | بنگلادش          | ۲   | ۲    | ۳    | ۷     |
| ۸     | اوگاندا          | ۲   | ۱    | ۰    | ۳     |
| ۹     | ترکمنستان        | ۱   | ۳    | ۶    | ۱۰    |
| ۱۰    | عراق             | ۱   | ۲    | ۵    | ۸     |
| ۱۱    | افغانستان        | ۰   | ۲    | ۲    | ۴     |
| ۱۲    | قطر              | ۰   | ۱    | ۳    | ۴     |
| ۱۳    | سودان            | ۰   | ۰    | ۴    | ۴     |
| مجموع | کل               | ۱۲۱ | ۱۳۰  | ۱۲۷  | ۳۷۸   |

توضیحات:
سومین دورهٔ بازی‌های بانوان مسلمان در تاریخ ۲ الی ۸ آبان ماه ۱۳۸۰، با حضور ۲۳ کشور در ۱۵ رشتهٔ ورزشی در ایران برگزاری گردید. بازی‌ها با تاریخچه دو دوره برگزاری در سال‌های ۱۳۷۱ (۱۹۹۳) و ۱۳۷۶(۱۹۹۷) بار دیگر، با تشکیل ستاد برگزاری بازی‌ها در مهرماه ۱۳۷۹ کار خود را رسماً آغاز نمود.
سومین دورهٔ بازی‌های بانوان مسلمان در حالی انجام شد، که با توجه به واقعه ۱۱ سپتامبر در آمریکا، شرایط منطقه و جنگ افغانستان، حدود ۳۴ کشور و ۱۵ ناظر اعلام آمادگی کرده بودند. در چنین شرایطی تعداد کشورها به ۲۳ و ناظران جهانی به ۱۵ نفر کاهش یافت. در حالی که در همین زمان برگزاری مسابقات مهمی در سطح منطقه و جهان لغو گردید. این مسابقات در ۱۵ رشتهٔ ورزشی و با حضور ۲۳ کشور و حدود ۷۹۵ ورزشکار، ۳۸۹ داور, ۸ ناظر جهانی و ۱۵ نماینده فدراسیون‌های ورزشی کشور از ۲ الی ۸ آبان ماه در تهران و رشت برگزار شد. رشته‌های ورزشی بازیها: بسکتبال, بدمینتون, تکواندو, تنیس, تنیس روی میز, تیراندازی، دوومیدانی، ژیمناستیک، شطرنج، شمشیربازی، شنا, فوتسال, کاراته, والیبال و هندبال
- رشته‌های ورزشی:۱۵رشته ۱-بدمینتون ۲-دو و میدانی ۳-کاراته ۴-تنیس ۵-ژیمناستیک ۶-فوتسال ۷-تکواندو ۸-شطرنج ۹-والیبال ۱۰-تیر اندازی ۱۱-شمشیر بازی ۱۲-هندبال ۱۳-پینگ پنگ ۱۴-شنا ۱۵-بسکتبال
- ورزشکاران:۷۹۵
- تیم‌ها:۸۴
- داوران:۳۸۹
- ناظران:۹
- کشورهای شرکت‌کننده:۲۶ ۱-جمهوری آذربایجان ۲-افغانستان ۳-انگلیس(بریتانیا) ۴-اوگاندا ۵-ایران ۶-بحرین ۷-بنگلادش ۸-پاکستان ۹-تاجیکستان ۱۰-کنگو(زئیر سابق) ۱۱-سنگال ۱۲-سودان ۱۳-سوریه ۱۴-عراق ۱۵-عمان ۱۶-قرقیزستان ۱۷-قطر ۱۸-مالدیو ۱۹-مالزی ۲۰-مغرب(نام دیگر=مراکش) ۲۱-هند ۲۲-کویت ۲۳-یمن

## چهارمین دوره بازی‌های اسلامی بانوان
جدول رده بندی چهارمین دورهٔ بازی‌های اسلامی بانوان (ایران . تهران . ۲۰۰۵)
| رتبه  | کشورها           | طلا | نقره | برنز | مجموع |
| ۱     | ایران            | ۳۱  | ۳۹   | ۳۲   | ۱۰۲   |
| ۲     | سنگال            | ۹   | ۵    | ۸    | ۲۲    |
| ۳     | قزاقستان         | ۶   | ۶    | ۵    | ۱۷    |
| ۴     | مالزی            | ۵   | ۷    | ۷    | ۱۹    |
| ۵     | اندونزی          | ۵   | ۷    | ۶    | ۱۸    |
| ۶     | پاکستان          | ۵   | ۶    | ۸    | ۱۹    |
| ۷     | ارمنستان         | ۴   | ۲    | ۲    | ۸     |
| ۸     | کره جنوبی        | ۴   | ۲    | ۱    | ۷     |
| ۹     | بوسنی و هرزگوین  | ۳   | ۲    | ۴    | ۹     |
| ۱۰    | روسیه            | ۳   | ۱    | ۰    | ۴     |
| ۱۱    | جمهوری آذربایجان | ۳   | ۰    | ۳    | ۶     |
| ۱۲    | سوریه            | ۲   | ۴    | ۱۴   | ۲۰    |
| ۱۳    | اردن             | ۲   | ۲    | ۳    | ۷     |
| ۱۴    | سودان            | ۲   | ۲    | ۰    | ۴     |
| ۱۵    | تاجیکستان        | ۲   | ۱    | ۵    | ۸     |
| ۱۶    | لبنان            | ۱   | ۲    | ۱    | ۴     |
| ۱۷    | عراق             | ۱   | ۱    | ۴    | ۶     |
| ۱۸    | برونئی           | ۱   | ۱    | ۲    | ۴     |
| ۱۹    | گرجستان          | ۱   | ۰    | ۲    | ۳     |
| ۲۰    | قطر              | ۰   | ۰    | ۲    | ۲     |
| ۲۰    | کویت             | ۰   | ۰    | ۲    | ۲     |
| ۲۲    | افغانستان        | ۰   | ۰    | ۱    | ۱     |
| ۲۲    | بریتانیا         | ۰   | ۰    | ۱    | ۱     |
| مجموع | کل               | ۹۰  | ۹۰   | ۱۱۳  | ۲۹۳   |

توضیحات:
رشته‌های ورزشی:۱۸رشته ۱.بدمینتون ۲.شنا ۳.والیبال ۴.تیر اندازی ۵.هندبال ۶.جودو ۷.دو ومیدانی ۸.تکواندو ۹.بسکتبال ۱۰.ژیمناستیک ۱۱.اسکواش ۱۲.گلف ۱۳.پینگ پنگ ۱۴.کاراته ۱۵.تنیس ۱۶.فوتسال
- ورزشکاران:۱۳۱۶ نفر
- تیم‌ها:۲۰۰ عدد
- داوران:۵۱۶ نفر از ۱۲ کشور: ۱-چین ۲-سوئد ۳-هنگ کنگ ۴-آلمان ۵-کره جنوبی ۶-ایالات متحدهٔ آمریکا ۷-اردن ۸-آفریقای جنوبی ۹-مالزی ۱۰-قبرس ۱۱-هند ۱۲-ایران
- ناظران:۱۵ نفر

کشورهای شرکت‌کننده: ۴۴کشور ۱.جمهوری آذربایجان ۲.ایران ۳.پاکستان ۴.عمان ۵.قزاقستان ۶.اردن ۷.بحرین ۸.تاجیکستان ۹.لبنان ۱۰.کویت ۱۱.افغانستان ۱۲.بنگلادش ۱۳.ترکمنستان ۱۴.قرقیزستان ۱۵.اندونزی ۱۶.بوسنی و هرزگوین ۱۷.سودان ۱۸.امارات ۱۹.ژاپن ۲۰.آلمان ۲۱.ایالات متحدهٔ آمریکا ۲۲.سری لانکا ۲۳.قبرس ۲۴.لیبی ۲۵.اتیوپی ۲۶.سنگاپور ۲۷.مالدیو ۲۸.انگلیس یا (بریتانیا) ۲۹.سنگال ۳۰.مالزی ۳۱.ارمنستان ۳۲.تایلند ۳۳.سودان ۳۴.قطر ۳۵.کره جنوبی ۳۶.اسلوواکی ۳۷.سوریه ۳۸.گرجستان ۳۹.برونئی ۴۰.روسیه ۴۱.عراق ۴۲-هند ۴۳-فیلیپین ۴۴-تایلند

## اولین و دومین و سومین و چهارمین دورهٔ بازی‌های اسلامی بانوان
جدول رده بندی چهار دورهٔ بازی‌های اسلامی بانوان (ایران . تهران . رشت . ۱۹۹۳ . ۱۹۹۷ . ۲۰۰۱ . ۲۰۰۵)
| رتبه  | کشورها           | طلا | نقره | برنز | مجموع |
| ۱     | ایران            | ۱۸۶ | ۱۷۳  | ۱۳۵  | ۴۹۴   |
| ۲     | قزاقستان         | ۴۵  | ۱۲   | ۱۵   | ۷۲    |
| ۳     | قرقیزستان        | ۴۰  | ۲۰   | ۱۲   | ۷۲    |
| ۴     | سوریه            | ۳۲  | ۵۱   | ۶۳   | ۱۴۶   |
| ۵     | جمهوری آذربایجان | ۳۰  | ۴۱   | ۶۳   | ۱۳۴   |
| ۶     | اندونزی          | ۲۴  | ۲۰   | ۶    | ۵۰    |
| ۷     | پاکستان          | ۱۸  | ۴۹   | ۵۰   | ۱۱۷   |
| ۸     | ترکمنستان        | ۱۲  | ۱۴   | ۵۲   | ۷۸    |
| ۹     | سنگال            | ۹   | ۵    | ۸    | ۲۲    |
| ۱۰    | مالزی            | ۵   | ۷    | ۷    | ۱۹    |
| ۱۱    | تاجیکستان        | ۴   | ۸    | ۱۳   | ۲۵    |
| ۱۲    | سودان            | ۴   | ۲    | ۴    | ۱۰    |
| ۱۲    | بوسنی و هرزگوین  | ۴   | ۲    | ۴    | ۱۰    |
| ۱۴    | ارمنستان         | ۴   | ۲    | ۲    | ۸     |
| ۱۵    | کره جنوبی        | ۴   | ۲    | ۱    | ۷     |
| ۱۶    | اردن             | ۳   | ۲    | ۳    | ۸     |
| ۱۷    | روسیه            | ۳   | ۱    | ۰    | ۴     |
| ۱۸    | بنگلادش          | ۲   | ۴    | ۵    | ۱۱    |
| ۱۹    | عراق             | ۲   | ۳    | ۹    | ۱۴    |
| ۲۰    | کویت             | ۲   | ۳    | ۳    | ۸     |
| ۲۱    | اوگاندا          | ۲   | ۱    | ۰    | ۳     |
| ۲۲    | لبنان            | ۱   | ۲    | ۱    | ۴     |
| ۲۳    | برونئی           | ۱   | ۱    | ۲    | ۴     |
| ۲۴    | گرجستان          | ۱   | ۰    | ۲    | ۳     |
| ۲۵    | افغانستان        | ۰   | ۲    | ۳    | ۵     |
| ۲۶    | قطر              | ۰   | ۱    | ۵    | ۶     |
| ۲۷    | بریتانیا         | ۰   | ۰    | ۱    | ۱     |
| مجموع | کل               | ۴۳۸ | ۴۲۸  | ۴۶۹  | ۱۳۳۵  |

## پنجمین دورهٔ بازی‌های اسلامی بانوان
پنجمین دوره بازی‌های اسلامی بانوان (ایران . ۲۰۱۰)
پنجمین دوره این مسابقات قرار بود در سال ۲۰۱۰ در ایران برگزار شود که به دلایل مشابه دومین دوره بازی‌های همبستگی کشورهای اسلامی لغو شد.